# 阿巴斯·阿尔斯拉纳吉奇
阿巴斯·阿尔斯拉纳吉奇（1944年10月2日—），波斯尼亚和黑塞哥维那男子手球运动员。他曾代表南斯拉夫国家队参加1972年和1976年夏季奥林匹克运动会手球比赛，其中1972年奥运会获得一枚金牌。